# 张浚墓
张浚墓，位于湖南省长沙市宁乡市巷子口镇官山村罗带山。

## 概况
张浚墓在宁乡市城区西面70千米的罗带山，上面也有其子张栻的墓。“官山”也是因此而得名。张浚任宰相时，重用抗金名将岳飞、韩世忠而被贬20余年，临终遗嘱“不愿归葬先人墓左”。于是其子张栻保护灵柩安葬宁乡罗带山。
明世宗嘉靖三年（1524年），敕封“张浚祠堂”，钦书“宋少保信军节度使魏国公致仕赠太保谥忠献张公墓”。

## 建筑
张浚墓的石料为花岗岩。